# Premio Nacional de Literatura de Uruguay
El Premio Nacional de Literatura de Uruguay es un prestigioso premio otorgado anualmente por el Ministerio de Educación y Cultura a las mejores obras de literatura de Uruguay. 

## Historia
A lo largo de su historia, ha ido cambiando tanto el nombre del certamen como de la institución que lo entrega. En 1936, con la Ley Nº 9.592, se creó el Concurso Teatro Nacional que premiaba en los géneros tragedia, drama y comedia y lo entregaba el Ministerio de Instrucción Pública. En 1951 pasó a llamarse Gran Premio de Literatura y en 1983 mediante la Ley N° 15.843 se reglamentó junto a otros premios nombrándolo como Premio Anual de Literatura. En 2014, la Ley Nº 19.252 derogó la normativa anterior y le cambió el nombre a Premio Nacional de Literatura otorgando premios en los géneros Poesía, Narrativa, Literatura Infantil y Juvenil, Dramaturgia, Ensayos literarios, Ensayo de Historia, Memorias, Testimonios y Biografías, Ensayo de Filosofía, Ensayo de Lingüística, Ensayo de Ciencias de la Educación, Ensayo de Arte y Música, Obras sobre Ciencias Sociales y Obras sobre Ciencias Jurídicas  Se otorgan, además, el Premio Ópera Prima y el de Ensayo sobre Investigación y Difusión Científica.
En  2021, los premios fueron otorgados por decisión de jurados seleccionados por la Universidad de la República, la Academia Nacional de Letras y el Ministerio de Educación y Cultura. 

## Premiados
Han sido galardonados con este premio, entre otros:
- 1933, 1934, 1941 y 1946: Esther de Cáceres (por obras varias).
- 1959: Juana de Ibarbourou (por obras varias).
- 1961: Francisco Espínola (por obras varias).
- 1962 y 1985: Juan Carlos Onetti (por obras varias).
- 1970: Fernán Silva Valdés (por poemas varios).
- 1978: Leonardo Garet, por ensayo sobre la obra de Horacio Quiroga.
- 1989, 1992, 1996 y 2014: Walter Ignacio Martínez (por varias obras infantiles).
- 1991: Francisco Alejandro Lanza, por la novela Las mil y una hectáreas.
- 1992: Francisco Joaquín Lanza Muñoz, por la novela El palo borracho florece en otoño.
- 1993: Julián Murguía, por el libro juvenil El tesoro de Cañada Seca.
- 2000: Jorge Arbeleche, por el poemario Para hacer una pradera.
- 2000 y 2014: Sergio Altesor (por obras varias).
- 2004: Pablo Thiago Rocca, por el ensayo de arte El caso Figari: Innovar desde la tradición.
- 2005: Federico Ivanier, por Martina Valiente.
- 2006: Roberto López Belloso, por el poemario poemas encontrados en la sierra de las ánimas.[6]
- 2013: Horacio Verzi, por la novela El infinito es solo una forma de hablar.
- 2014: Roberto López Belloso, (poesía inédita), por su libro poemas encontrados cuando no había.[7][8]
- 2014: Marcos Vázquez Debali, por la novela infantil Emma al borde del abismo.
- 2015: Roberto López Belloso, (poesía édita), por el poemario Poemas encontrados en la primera década.
- 2015: Guillermo Degiovanangelo, por dramaturgia En busca del rostro perdido.
- 2017: Fabián Severo, por la novela Viralata.
- 2018: Pablo Casacuberta, por la novela La mediana edad.
- 2019: Leo Maslíah, (primer premio) por su libro Literatura con vallas. [9]

[actualizar]